# Dishonored Lady
Dishonored Lady, também conhecido como Sins of Madeleine (bra: Mulher Caluniada) é um filme noir estadunidense de 1947, do gênero drama criminal, dirigido por Robert Stevenson, estrelado por Hedy Lamarr, e coestrelado por Dennis O'Keefe e John Loder. O roteiro de Edmund H. North foi baseado na peça teatral homônima de 1930, de Edward Sheldon e Margaret Ayer Barnes.
A trama retrata a história de uma editora de uma revista de moda que enfrenta um colapso devido às pressões do trabalho e da sua desanimadora vida amorosa.

## Sinopse
Madeleine Damien (Hedy Lamarr) é uma editora de moda na sofisticada revista Boulevard durante o dia e uma animada festeira à noite. No entanto, as exigências intensas do trabalho, que incluem ceder às pressões de anunciantes poderosos, e suas experiências desfavoráveis nos relacionamentos estão levando-a a um estado de colapso emocional. Buscando ajuda, ela procura a orientação do Dr. Richard Caleb (Morris Carnovsky), um psiquiatra, que a aconselha a deixar o emprego, mudar-se para um apartamento menor e adotar uma nova identidade. Nesse novo capítulo, Madeleine começa a se interessar por pintura e cria interesse pelo atraente Dr. David Cousins (Dennis O'Keefe), seu novo vizinho. Entretanto, sua vida tranquila é abalada quando um antigo pretendente a implica em um assassinato, o que ameaça revelar seu passado oculto.

## Elenco
- Hedy Lamarr como Madeleine Damien
- Dennis O'Keefe como Dr. David Cousins
- John Loder como Felix Courtland
- William Lundigan como Jack Garet
- Morris Carnovsky como Dr. Richard Caleb
- Natalie Schafer como Ethel Royce
- Paul Cavanagh como Victor Kranish
- Douglas Dumbrille como Promotor O'Brien
- Margaret Hamilton como Sra. Geiger
- Dewey Robinson como Jim (não-creditado)

## Produção
A produção estava programada para começar até janeiro de 1945. No entanto, problemas com o Código de Produção Cinematográfica causaram um atraso. O Escritório Hays insistiu que dois casos de amor no roteiro, um no México e outro em Nova Iorque, poderiam estar "sobrecarregando" o filme, e também objetou uma cena de uma "noite sórdida de paixão". Em 1946, apesar das revisões, o roteiro foi considerado inaceitável devido às cenas de sexo gratuito e às referências aos segredos desagradáveis da família de Madeleine. Na versão final do filme, as referências aos pais de Madeleine foram completamente omitidas. Um personagem chamado Moreno e um caso amoroso na Cidade do México foram removidos, e a cena da tal "noite sórdida de paixão" não foi exibida. Todas as sugestões de que Madeleine pudesse ser uma assassina, ou mesmo que ela contemplasse o assassinato, também foram retiradas da versão final do filme. No último roteiro enviado ao Escritório Hays, Madeleine faz uma viagem esperando que chegue o momento em que ela possa estar com David; a reunião dos dois no final do filme foi adicionada posteriormente.
O filme esteve em produção do início de maio a fim de julho de 1946. Os cenários foram projetados pelo diretor de arte Nicolai Remisoff.
Hedy Lamarr e John Loder eram casados quando fizeram o filme, mas se divorciaram no ano de lançamento da produção, em 1947.
O filme ultrapassou seu orçamento em US$ 1.2 milhão e foi um fracasso nas bilheteiras.